# Sultan Sah de Jorezm
Sultan Shah (muerto en 1193) fue un demandante del título de Shah de Corasmia desde 1172 hasta su muerte. Él era el hijo de Il-Arslan.
En 1172 Il-Arslan murió y sus hijos comenzaron a pelear por quién lo sucedería. Sultan Shah era el hijo menor, pero se lo consideraba el heredero formal y su madre, Terken Khatun, lo colocó en el trono. El hijo mayor, Ala ad-Din Tekish, huyó al Kanato de Kara-Kitai y pidió que lo entronizaran en lugar de su hermano, prometiendo un tributo anual a cambio. Le dieron un gran ejército, y pronto partió hacia Corasmia.
Sultan Shah y su madre, al enterarse de la llegada de Tekish, decidieron huir, y Tekish se instaló en Corasmia sin oposición en diciembre de 1172. Sultan Shah y Terken Khatun lograron obtener el apoyo de Mu'ayyid al-Din Ai-Aba, un ex emir selyúcida que se había establecido en Nishapur desde el colapso del poder selyúcida allí. En 1174 dirigió un ejército en Corasmia, pero fue derrotado, capturado y ejecutado por Tekish. Después de la muerte de Ai-Aba, el Sultán Shah finalmente encontró refugio con los Guridas, pero Terken Khatun fue perseguida y asesinada por las fuerzas de Tekish.
A fines de la década de 1170, el kan de Kara Kitai recordó a Sultan Shah, que todavía vivía en el territorio Gurida. Tekish se había vuelto rebelde, negándose a pagar tributo y matando a los oficiales de Kara Kitai. Sultan Shah salió del exilio y un ejército de Kara Kitai fue enviado para reinstalarlo como Shah de Corasmia. Tekish logró detener esta ofensiva, sin embargo, abriendo los diques del Amu Darya, inundando el camino del enemigo.
La mayor parte del ejército Kara Kitai decidió regresar a casa, pero el sultán Shah convenció a su comandante de que dejara un contingente de tropas con él. Con esta fuerza se dirigió a Jorasán, todavía bajo el control de varias tribus Oghuz y emires Selyúcidas. Logró derrocar a varios gobernantes locales, lo que resultó en la conquista de Sarakhs, Tus y Merv en 1181. También hostigó a los territorios Guridas alrededor de Badghis.
Durante los siguientes años, el Sultán Shah siguió siendo una amenaza para Tekish, quien se vio forzado a realizar expediciones a Jorasán varias veces como resultado. A pesar de esto, Sultan Shah no pudo lograr ningún avance significativo contra su hermano. También tuvo problemas ocasionales con los Gurida; en una campaña 1189/1190 invadieron su territorio, lo derrotaron y tomaron algunas de sus posesiones.
En 1192, el sultán Shah decidió lanzar una expedición contra Corasmia, aprovechando la ausencia de Tekish allí; este último estaba en ese momento en el oeste de Irán tratando con los selyúcidas de Hamadan. Mientras la campaña estaba en curso, sin embargo, él murió (1193) y Tekish se apoderó de algunas de sus posesiones, reuniendo las tierras Corasmias.